# T'Vondre Sweat
T'Vondre Sweat (Huntsville, 11 luglio 2001) è un giocatore di football americano statunitense che milita nel ruolo di defensive tackle per i Tennessee Titans della National Football League (NFL).

## Carriera universitaria
Sweat disputò tutte le 13 gare nella sua prima stagione a Texas nel 2019. L'anno seguente fece registrare 22 tackle, di cui 4 con perdita di yard, un sack, un passaggio deviato, un fumble forzato e uno recuperato. Nel 2021 ebbe 22 tackle, di cui 2 con perdita di yard e un sack. Nel 2023 fu nominato come menzione onorevole della Big 12 Conference dopo 30 tackle, di cui 2,5 con perdita di yard, 7 quarterback hurries e 4 passaggi deviati. Nel 2023 vinse l'Outland Trophy e fu nominato unanimemente All-American come parte di una linea difensiva che vedeva anche la presenza del defensive lineman dell'anno della Big 12 Byron Murphy II.

## Carriera professionistica

### Tennessee Titans
Sweat fu scelto nel corso del secondo giro (38º assoluto) del Draft NFL 2024 dai Tennessee Titans. Nella settimana 12 mise a segno il primo sack in carriera ai danni di C.J. Stroud degli Houston Texans. La sua prima stagione si chiuse con 51 placcaggi, un sack, un fumble forzato e uno recuperato e un passaggio deviato, venendo inserito nella formazione ideale dei rookie dalla Pro Football Writers of America.

## Palmarès
- PFWA All-Rookie Team - 2024